# Zöbingen
Zöbingen ist ein Ortsteil von Unterschneidheim im baden-württembergischen Ostalbkreis. Der einst selbständige Ort wurde im Jahr 1975 nach Unterschneidheim eingemeindet. Zum Ort gehören der Weiler Wöhrsberg sowie die Gehöfte Greuthof und Haidmühle.

## Geschichte
Funde und Grabhügel im Nonnenholz und am Hornsberg in Zöbingen deuten sogar auf eine voralemannische Siedlung hin.

### Alemannische Dorfgründung
In Zöbingen wird eine alte Alemannensiedlung vermutet, für die mehrere Indizien sprechen. Viele alemannische Sippen benannte sich, nach dem Namen ihres Anführers und daraus entstanden dann die Ortsnamen, die auf -ingen enden. Aus dem Sippen-Namen „Zebor“ soll Zobingen, Zöbingen abgeleitet worden sein. Die Ursprünge des Dorfes reichen also bis in das 6. und 7. Jahrhundert. Alemannen legten damals an der Stelle, an der heute die Wallfahrtskirche St. Marien (Zöbingen) steht, ein Gräberfeld an. Der Fund eines ersten Baumsarges an dieser Stelle gilt als der erste mittelalterarchäologische Fund in Württemberg.

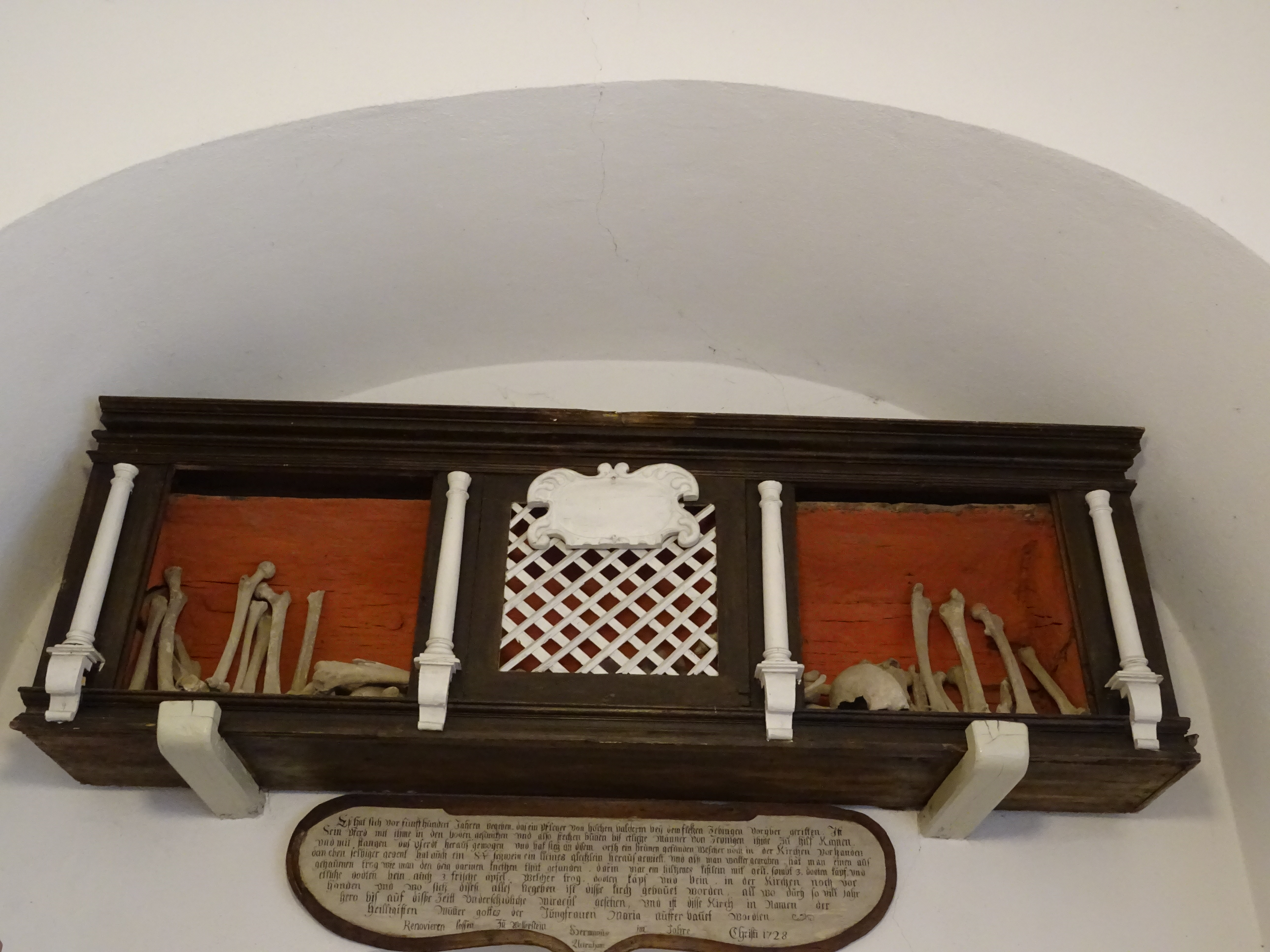
Schrein mit alamannischen Knochen in der Zöbinger Sakristei

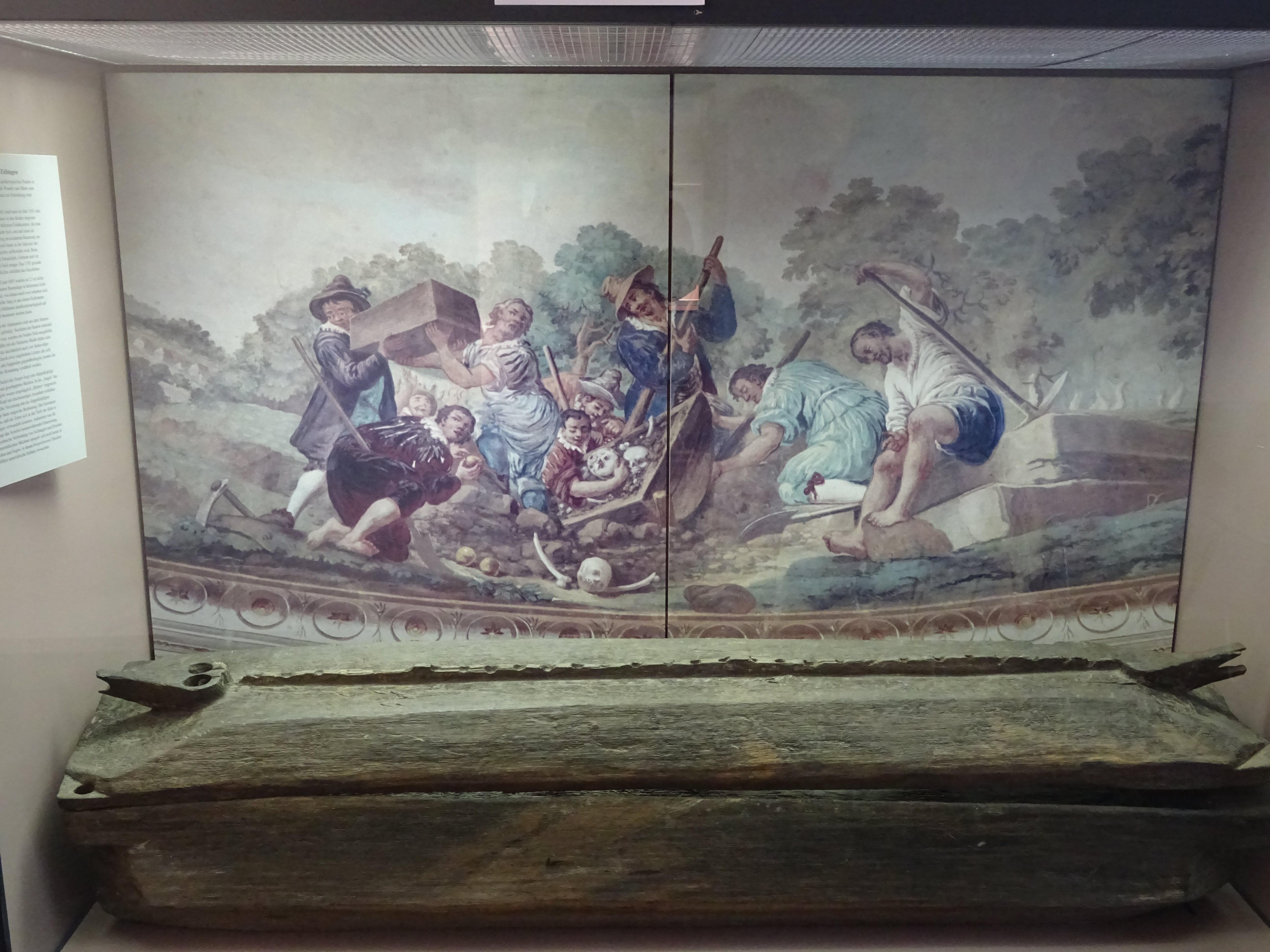
Zöbinger Baumsarg im Stadtmuseum Nördlingen

### Römer in Zöbingen
Außer dem Hauptmann Longinus, der aus Zöbingen stammen soll, ist wenig über die Räumung dieser Gegend durch die Römer bekannt.

„Wir wissen nur aus Bodenfunde, daß länger Zeit Römer hier waren und dann wohl in der zweiten Hälfte des 3. Jahrhunderts wieder abzogen. Vom Abzug der Römer bis zur Gründung des Klosters Ellwangen liegt unser Gebiet im Dunkel der Geschichte.“

Im manchen Abhandlungen wird der Burstel, die Burgstelle zu Zöbingen als römischer Ursprung zitiert. Es wird vermutet, dass die Burg Zöbingen zumindest auf Resten eines römischen Bauwerks errichtet wurde. Dieses Bauwerk römischer Natur wird von den Limesforschern jedoch nicht zum Limes zugeordnet.
Zudem soll Zöbingen auf der Tabula Peutingeriana der Römer mit dem Namen Septemiaci oder Septemiacum verzeichnet sein. So begründet im Jahr 1958 Pfarrer Hermann Weber das neue Wappen für den Ort mit folgenden Worten:

„Es ist für mich von großem Interesse, dass ein Standesamtsiegel noch vom Jahre 1930 "ein Wappenschild mit sieben sechsstrahligen Sternen (2x3x2) aufweist. Nach meiner Auffassung, die auch einige Autoritäten wohlbegründet fanden, ist nämlich Zöbingen der Ort Septemiacum der Peutinger'schen Weltkarte, was sowohl Siegen-Lager-Ort oder eher Siegen-Wege-Ort bedeutet. Alamannisch ist aus Septem - Septing oder wie man heute noch sagt, Zebing geworden. 7 Sterne sind also wohlbegründet.“

### Dorfgeschichte
Erstmals in den Büchern, wurde das Dorf im Jahre 1239 als Zebingen erwähnt. In diesem Jahr wurde die öttingische Ministerialenfamilie der Herren von Zöbingen erstmalig erwähnt, später auch im Jahre 1281. Diese hatten am (früheren) Südende des Dorfes ihren Stammsitz, die Burg Zöbingen.

## Sage Longinus
Es gibt eine schwäbische Sage, welche besagt, dass der römische Hauptmann Longinus, der Hauptmann der römischen Kreuzeswache auf dem Ölberg, genannt Franz Lengle von Zöbingen bei Ellwangen stammt. Dieser hat aus Jerusalem nach Zöbingen zu seinen Leuten heimgeschrieben und berichtet wie es ihm gehe. Zudem habe er seiner Familie in dem Brief über die Kreuzigung Jesus geschrieben.

„es sei kürzlich in Jerusalem ein merkwürdiger Mann gekreuzigt worden; er habe auch mit dabei sein müssen. Dieser Mann habe viel Wunderbares getan, viele Kranke mit seinem bloßen Wort geheilt, auch Tote wieder lebendig gemacht. Aber mit den vornehmen Juden sei er nicht gut ausgekommen. Die haben auch nicht Ruhe gegeben, bis sie ihn aus der Welt geschafft haben.“

Dieser Brief soll auch in Zöbingen angekommen sein und es wurde eine Antwort gegeben.

„als große Neuigkeit mitgeteilt, daß der große See abgelaufen und auf diese Weise das Ries zum Erdboden geworden sei. (Schwaben)“

Tatsächlich existierte ein vom Meteoriteneinschlag vor 14,5 Mio. Jahren entstandener Riessee. Dieser fand seinen Ablauf bei Harburg mit der heutigen Wörnitz.
In wenigen Tagen war der Riessee verschwunden, an seiner Stelle sind zunächst Tümpel, Sümpfe, Abwasser, Moore cts. getreten. Schon in der Mitte des 18. Jahrhunderts wurde erkannt, dass der Rieskrater ehemals ein See war.

„In sehr kurzer Zeit hatte unter furchtbarem Getöse ein gewaltiger Prozess sich abgewickelt: Der Riessee, der einer hundertjährigen Ansammlung des Wassers zur Auffüllung bedurft hatte, war in wenigen Tagen verschwunden und an seiner Stelle ein Sumpf mit einer Menge von Weihern und Tümpel getreten, der allmälig in Torf und in Verlaufe von Jahrtausenden – in eine fruchtbare lachende Eben übergegangen ist.“

## Todesmarsch durch Zöbingen

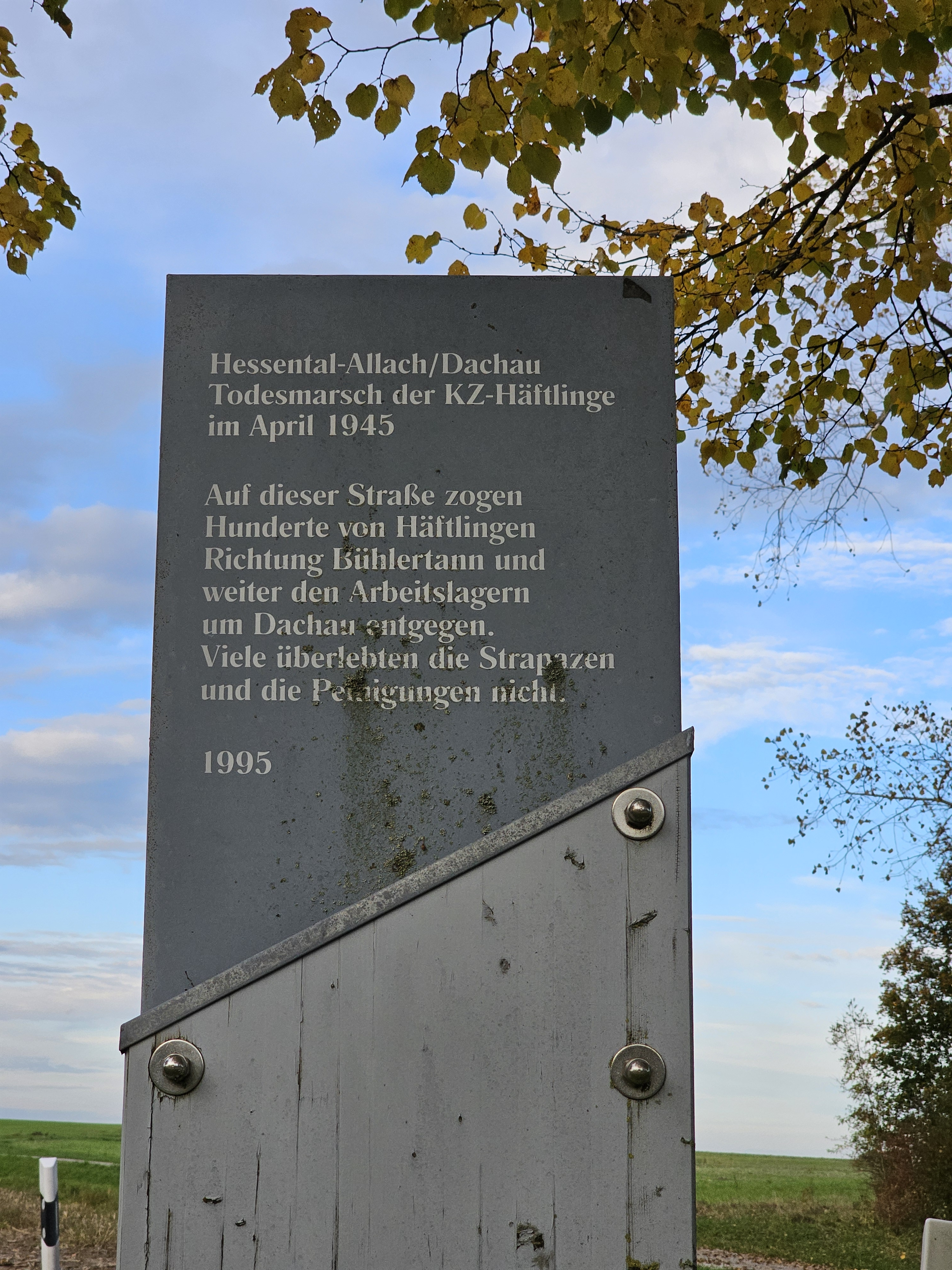
Tafeln dieser Art finden sich entlang der Route des Todesmarsches in regelmäßigen Abständen

### Allgemein
Zöbingen war ein Aufenthaltsort für die KZ-Häftlinge des Hessentaler Todesmarschs in Richtung Nördlingen. Schätzungen zufolge waren es zwischen 200 und 250 Personen welche etwa um den 7. bis 9. April 1945 Zöbingen passierten oder dort übernachteten. Der Häftlingstransport war offenbar schon weit auseinandergezogen und es gab mindestens zwei Häftlingsgruppen. Eine Gruppe von Häftlingen wurde von einem Bauern als etwa 100 Mann stark beschrieben. Eine weitere Gruppe traf wohl ein, als die Erste nach einem Aufenthalt wieder loszog.

„Kurz vor Abgang des Transportes kam schon wieder ein neuer aus Ellwangen an, welcher nach Räumung der Scheune daselbst wieder untergebracht wurde […] Dieser Transport blieb eine Nacht und einen Tag in Zöbingen und wurde nach Ablauf dieser Zeit mit Bauernfuhrwerken aus hiesiger Gegend in Richtung Nördlingen weiterbefördert. […]“

Die Häftlinge wurden in verschiedene Scheunen im Dorf untergebracht. Es fanden in diesem Streckenabschnitt des Todesmarsches viele schrecklichen Szenen statt, viele KZ-Häftlinge, in Zöbingen waren es 42, starben an Entkräftung oder wurden von den SS-Wachleuten erschlagen oder erschossen.

### Berichte von Gewalttaten
In Zöbingen wurde von vielen Gewalttaten berichtet, die während des Todesmarsches passierten:
- In einer der Scheunen, in welcher die Häftlinge untergebracht wurden, versteckte sich ein junger Häftling wohl oben auf dem Balken. „Die Bäurin holte ihn heraus, nachdem die anderen weg waren, und übergab ihn der SS, worauf der Junge verprügelt wurde.“[17]
- In einer großen Scheune in Zöbingen sollen auch „einige Häftlinge ins Heu hoch [ge-]klettert [… sein]“, weshalb zwei von ihnen danach erschossen worden seien.[22]
- Auch in der Pfarrchronik von Zöbingen steht geschrieben: „Am Abend des Weißen Sonntags, als eben die Besucher der Abendandacht aus der Kapelle nach Hause gingen, erlebten sie den Beginn eines grauenhaften Schauspiels, das dann noch tief in die Nacht hinein fortdauerte. Die Insassen eines aufgelösten Konzentrationslagers im Westen wurden zu Fuß abtransportiert und durchzogen den Ort von Ellwangen her in Richtung Dachau. Bis zum Skelett abgemagerte Gestalten wankten mühsam vorüber und die begleitenden SS-Männer sorgten dafür, dass keine mitleidige Seele den Armen auch nur ein Stück Brot reichen konnte. Als der Morgen graute, lagen Dutzende von Leichen längs der Straße außerhalb des Ortes; wer nicht mehr mitkonnte, war einfach von den Begleitmannschaften niedergeschossen oder mit Kolbenschlag ‚erledigt‘ worden.“[23]

### Gedenkstätte
Auf dem Zöbingen Friedhof wurden von überlebenden polnischen Zwangsarbeitern ein Mahnmal aus drei grabsteinähnlichen Platten sowie einem hohen Steinkreuz errichtet. Dies trägt die Inschrift; „Den Opfern des Hitler-Barbarismus Die Polen. Jahr 1945“ in den Sprachen Englisch, Polnisch und Deutsch. Hier wurden die 42 Menschen, die zunächst in die zwei Massengräber verscharrt wurden, nach dem Einmarsch der US-Truppen bestattet. Im Jahr 1968 wurden die Opfer auf den KZ-Friedhof Kochendorf umgebettet. Das Mahnmal ist in Zöbingen immer noch zu finden.

## Wappen
Blasonierung: „In Rot unter einem fünfstrahligen goldenen Stern eine goldene Glocke.“
Der goldene Stern (Mariensymbol: stella maris) und die Glocke als Hinweis auf die örtliche Glockensage sollen auf die Wallfahrtskapelle zur Himmelskönigin Maria hindeuten. Die Farben Rot und Gold sind die Farben des Hauses Öttingen, dem der Ort früher gehörte.

## Ortsnecknamen
Die Zöbinger werden als Spitz- oder Dorf- oder Ortsnecknamen als Gäggersau oder Gäggersäu bezeichnet. Diese Bezeichnung beruht auf der örtlichen Glockensage.

## Infrastruktur
In Zöbingen bestehen ein Kindergarten, eine Grundschule und eine Gemeindehalle.
Am Ortseingang nach Ellwangen liegt das Gewerbegebiet „Sparrenloh“, dies bietet eine gute Gewerbeansiedlung.

## Regelmäßige Veranstaltungen
Es wird jährlich eine Fohlenschau veranstaltet, welche zusammen mit dem Pferdezuchtverband Baden-Württemberg, dem Bezirkspferdezuchtverein Aalen-Ellwangen und dem Reit- und Fahrverein Zöbingen organisiert wird. Am 50. Jubiläum der Reitergruppe Zöbingen im Jahr 2016 wurden bereits 33 Fohlenschauen veranstalte. Im Jahr 1984 wurde eine Bezirksfohlenschau ausgerichtet, welche sich mittlerweile zur jährlichen größte und wohl bedeutendsten Fohlenschau in ganz Baden-Württemberg entwickelt hat.